# Lieli (Oberwil-Lieli)
Lieli (toponimo tedesco) è una frazione del comune svizzero di Oberwil-Lieli, nel Canton Argovia (distretto di Bremgarten).

## Storia

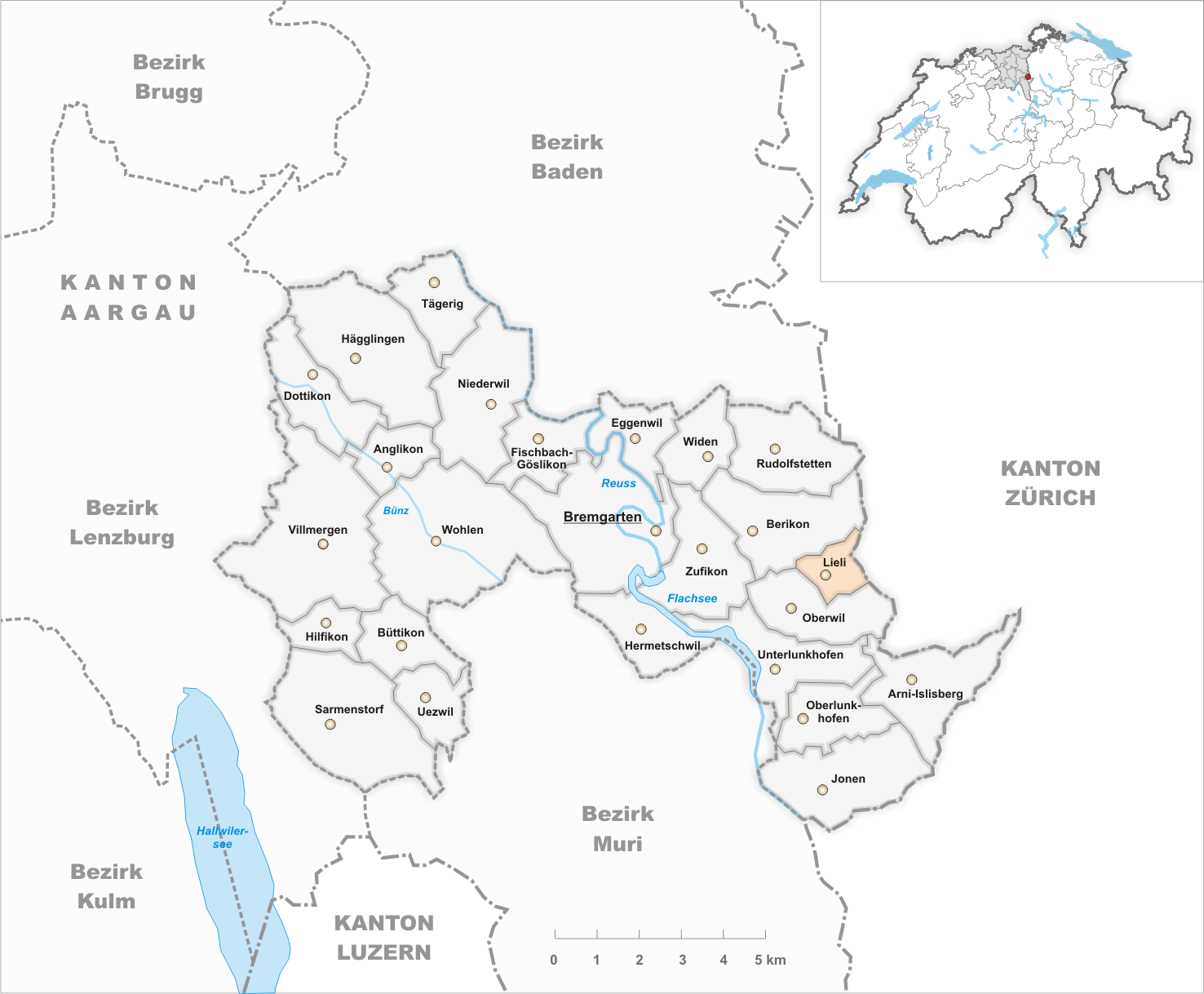
Il territorio del comune di Lieli prima degli accorpamenti comunali del 1908

Già comune autonomo, nel 1908 è stato accorpato al comune di Oberwil (Oberwil-Lieli dal 1984).

## Società

### Evoluzione demografica
L'evoluzione demografica è riportata nella seguente tabella:
Abitanti censiti

## Amministrazione
Ogni famiglia originaria del luogo fa parte del cosiddetto comune patriziale e ha la responsabilità della manutenzione di ogni bene ricadente all'interno dei confini del comune.